# Козероги (Черниговская область)
Козеро́ги (укр. Козеро́ги) — село Черниговского района Черниговской области Украины. Население 263 человека.
Код КОАТУУ: 7425588502. Почтовый индекс: 15556. Телефонный код: +380 462.

## История
На братской могиле воинов 215-й моторизованной дивизии 5-й армии, погибших в бою против фашистских оккупантов 9 сентября 1941 г. около с. Козероги, воздвигнут памятник.
В окрестностях села Козероги обнаружены по 2 поселения эпохи неолита (V—IV тысячелетия до н. э.) и бронзы (II тысячелетие до н. э.), одно раннеславянское (III—V вв. н. э.), северянское поселение VIII—X вв. н. э., городище и поселение периода Киевской Руси (IX—XIII вв.).

## Власть
Орган местного самоуправления — Смолинский сельский совет. Почтовый адрес: 15557, Черниговская обл., Черниговский р-н, с. Смолин, ул. Победы (Перемоги), 26.

## Галерея

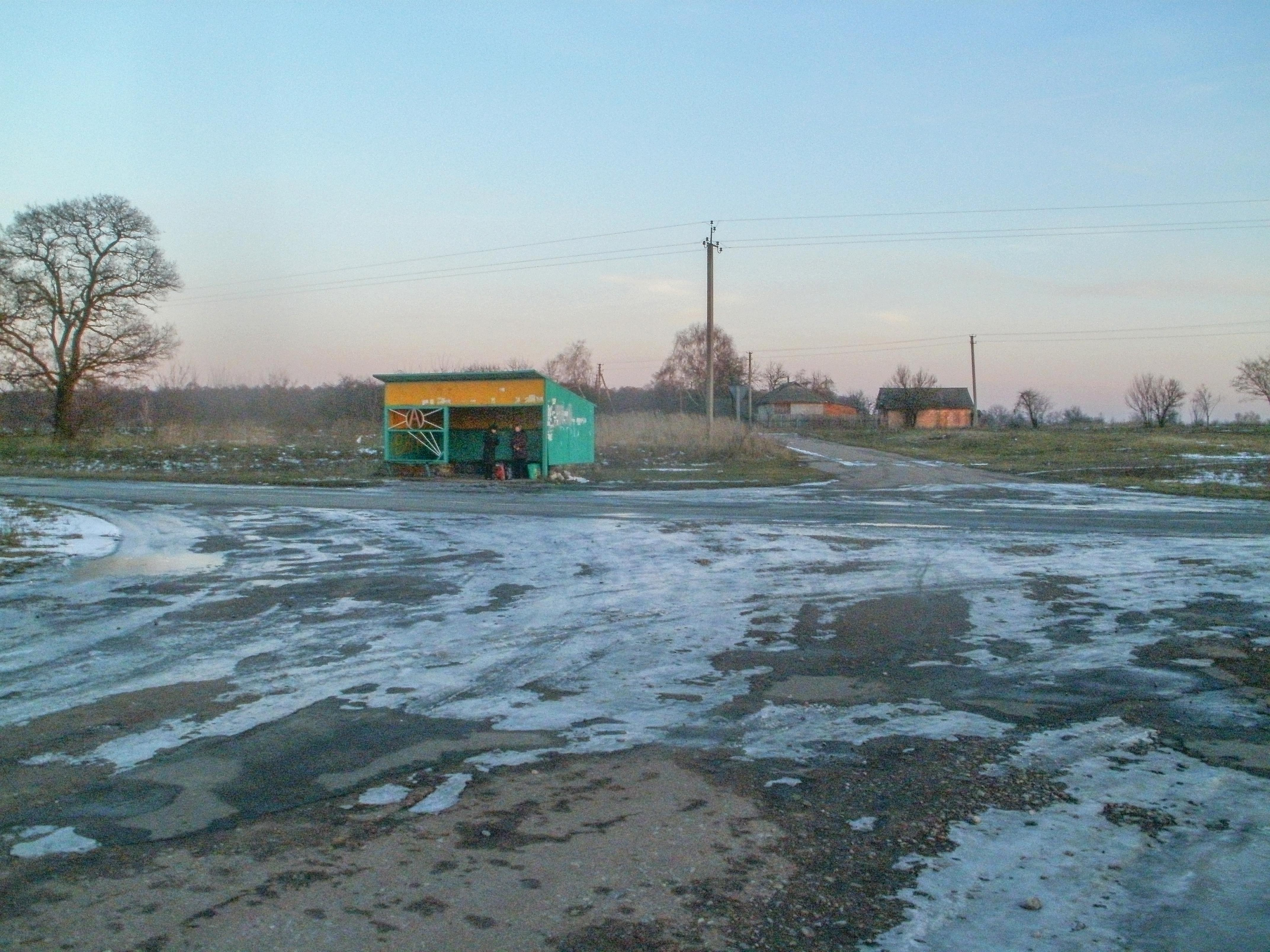
Автобусная остановка
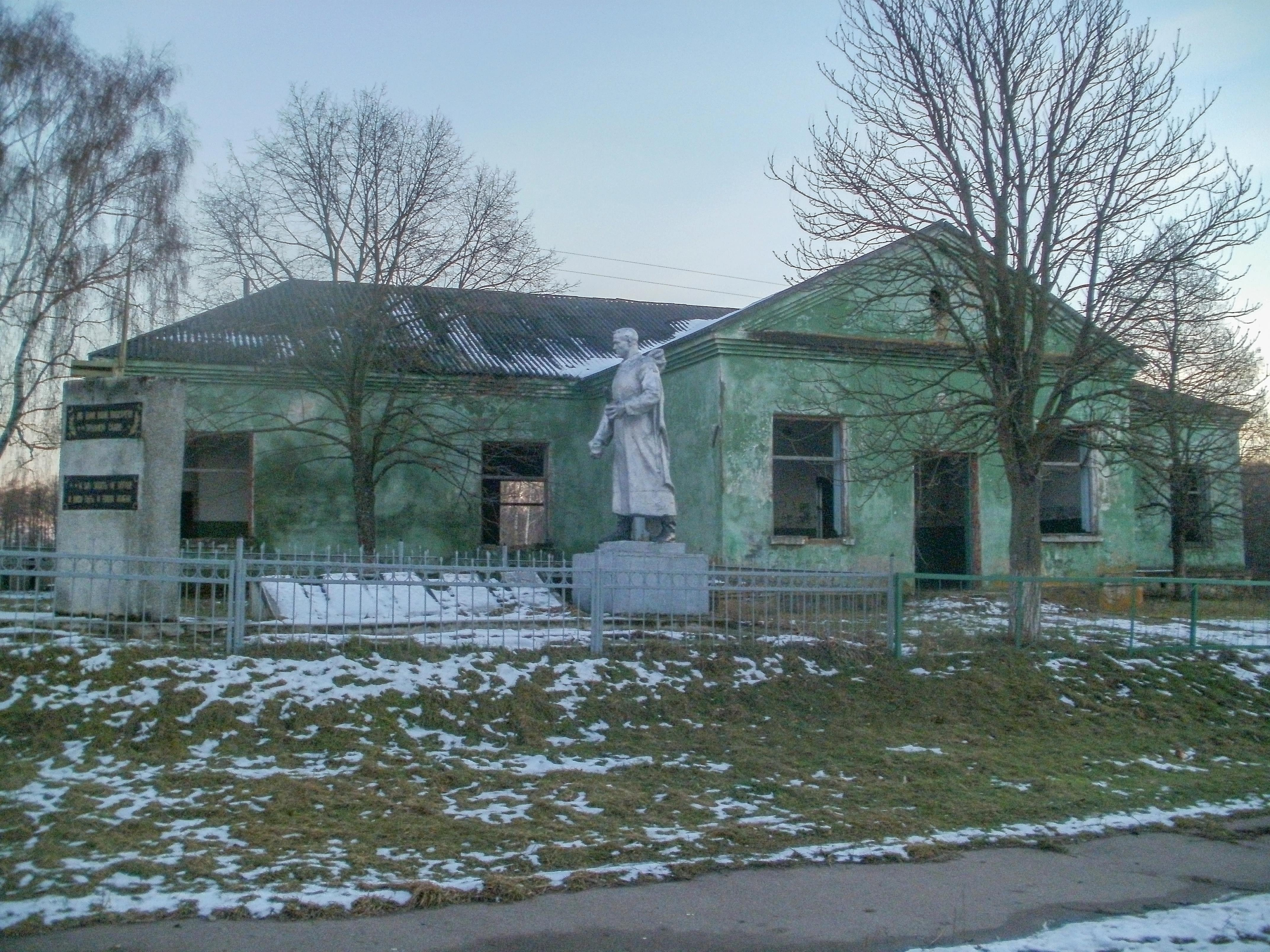
Памятник погибшим воинам
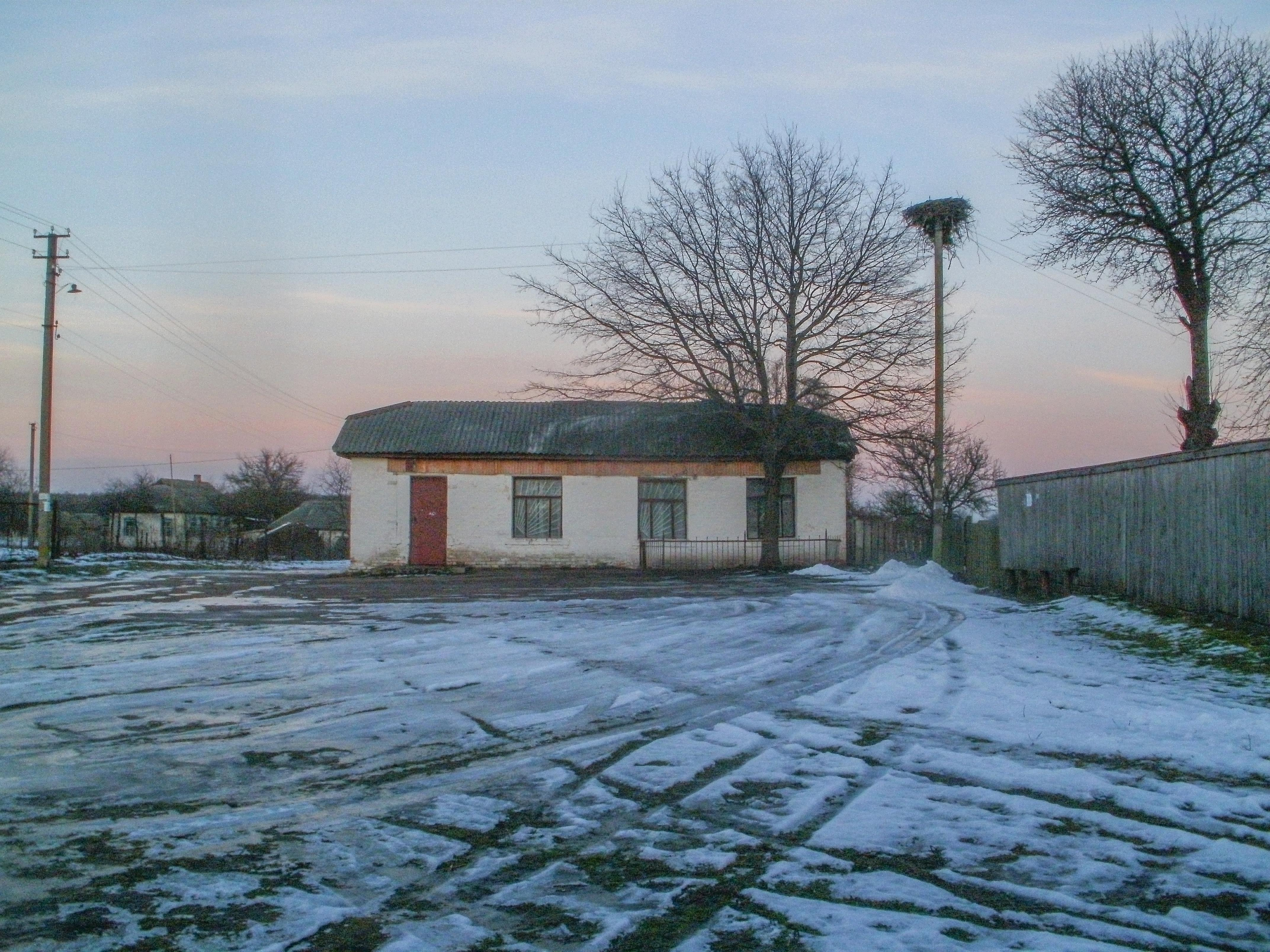
Сельский магазин
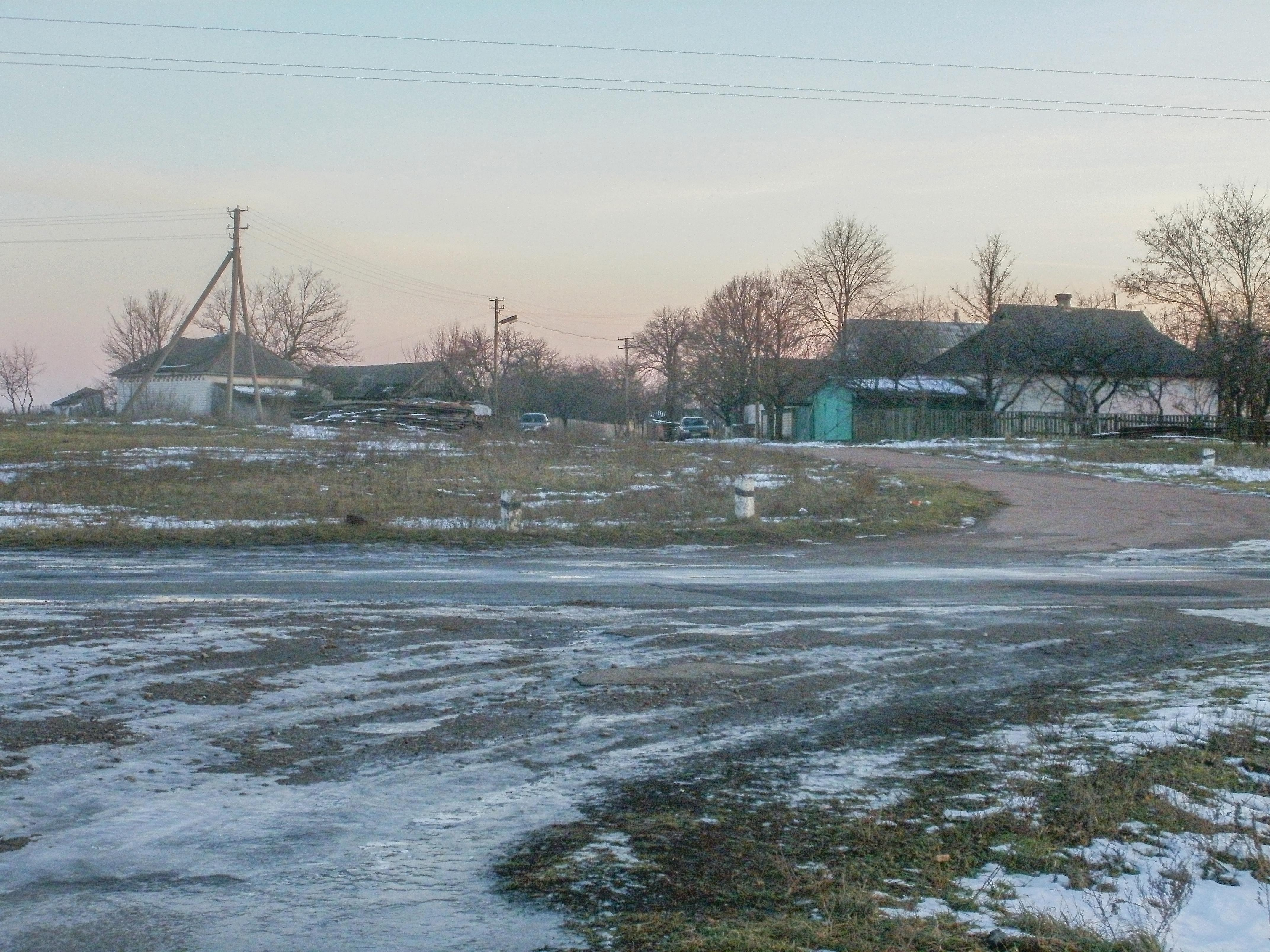
типовые хаты
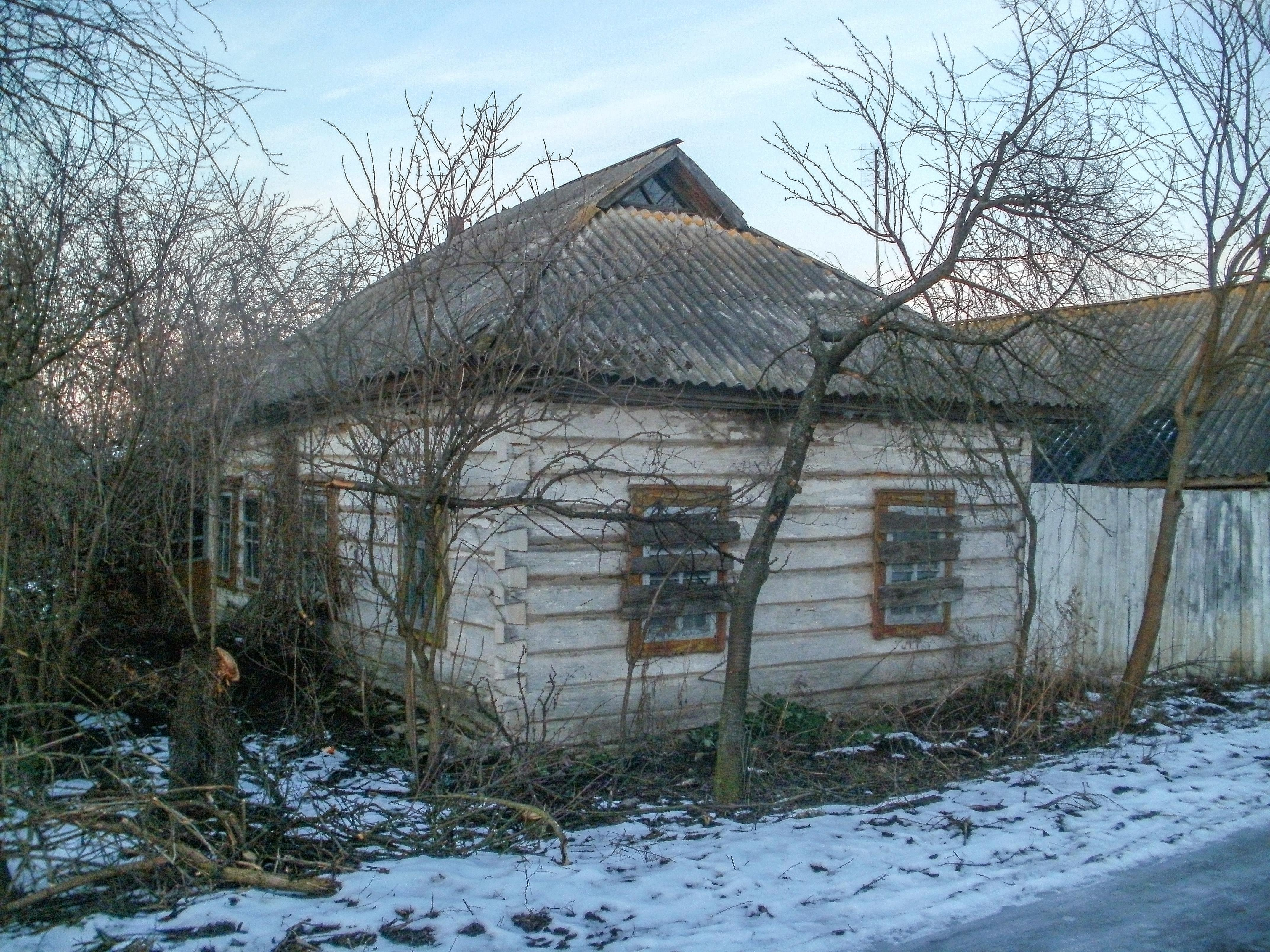
Брошенный дом